# الطريق الأوروبي E22
الطريق الأوروبي E22 هو طريق حر وأحد الطرق الرئيسيّة في شمال أوروبّا ضمن شبكة طرق E الأوروبيّة التي وضعتها لجنة الأمم المتحدّة الاقتصاديّة لأوروبّا. تم إنشائه ليربط ستّة دول هي هولندا والمملكة المتحدة وألمانيا والسويد ولاتفيا وروسيا. يبلغ طوله حوالي 5,320 كم.

## الطريق

### المملكة المتحدة
ميناء هوليهيد  (53°18′34″N 4°37′44″W / 53.3094°N 4.6289°W)
- : هوليهيد - A494
  - إيلوي بدال(53°11′15″N 3°03′51″W / 53.18752°N 3.06427°W)
- : A55 - ميناء إليسمير
  - Dunkirk Roundabout (53°14′43″N 2°56′14″W / 53.24527°N 2.93714°W)
- : إليسمير بورت - وارينغتون
  - ليمم بدال(53°21′09″N 2°30′10″W / 53.3525°N 2.5029°W)
- : وارينغتون
(Concurrency with )
  - كروفت بدال(53°25′34″N 2°33′22″W / 53.426°N 2.5561°W)
(بداية التزامن مع )
- : وارينغتون - مانشستر
  - Eccles بدال(53°29′15″N 2°22′36″W / 53.48761°N 2.37666°W)
- : مانشستر Outer Ring Road
  - جزيرة سيميستر(53°32′59″N 2°15′38″W / 53.54978°N 2.26054°W)
- : مانشستر - جوول
( /: Pontefract 53°42′40″N 1°17′27″W / 53.711174°N 1.290832°W)
  - بدال لانغهام (53°41′04″N 0°58′09″W / 53.6844°N 0.9693°W)
(End of concurrency with )
- : جوول - M180
  - North Ings بدال(53°35′29″N 0°59′14″W / 53.5915°N 0.9872°W)
- : Whole length
  - Barnetby Top (53°35′08″N 0°24′50″W / 53.58556°N 0.41392°W)
- : M180 - A160
  - Brocklesby بدال(53°36′51″N 0°16′58″W / 53.61415°N 0.28289°W)
- : A180 - إيمنغهام (Whole length)

ميناء إيمنغهام  (53°37′38″N 0°11′27″W / 53.62718°N 0.19097°W)

### هولندا
أمستردام (52°22′N 4°54′E / 52.367°N 4.900°E)
- - Knooppunt De Nieuwe Meer (52°20′19″N 4°50′30″E / 52.33867°N 4.84153°E)
( //)
- : مدار أمستردام
  - Coenplein (52°25′23″N 4°52′34″E / 52.4231°N 4.876°E)
( /)
- : أمستردام - زاندام
  - Knooppunt زاندام (52°27′20″N 4°50′29″E / 52.4556°N 4.8415°E)
- : زاندام - سنيك
  - Folsgare (53°02′28″N 5°36′37″E / 53.04109°N 5.61029°E)
- : سنيك
  - سنيك (53°01′01″N 5°41′03″E / 53.017°N 5.6842°E)
- : سنيك - خرونينغن
  - خرونينغن-West (53°11′48″N 6°32′25″E / 53.1966°N 6.5403°E)
- : خرونينغن
( / 53°12′12″N 6°33′53″E / 53.20325°N 6.56469°E)
  - ويستربروك (53°12′15″N 6°37′56″E / 53.20416°N 6.63233°E)
- : خرونينغن - الحدود الألمانية

Bad Nieuweschans (53°10′50″N 7°12′26″E / 53.18056°N 7.20722°E)

### ألمانيا
بوند (53°11′N 7°16′E / 53.183°N 7.267°E)
- : الحدود الهولندية - A 31 (Whole length)
  - Dreieck بوند (53°09′46″N 7°16′59″E / 53.1628°N 7.2831°E)
- : A 280 - لير
  - Dreieck لير (53°16′01″N 7°29′49″E / 53.267°N 7.497°E)
- : لير - بريمن
  - Dreieck اشتور  [لغات أخرى]‏ (53°00′19″N 8°42′09″E / 53.00533°N 8.70239°E)
( / )
- : بريمن - لوبيك
( / : بريمن 53°02′32″N 8°59′00″E / 53.0421°N 8.9833°E)
( / : هامبورغ 53°22′38″N 10°00′56″E / 53.3771°N 10.0155°E)
( / : هامبورغ 53°33′42″N 10°10′00″E / 53.5616°N 10.1667°E)
  - Kreuz لوبيك (53°51′00″N 10°35′37″E / 53.8501°N 10.5937°E)
( / )
- : لوبيك - غريمن
  - شترالزوند (54°05′11″N 13°07′39″E / 54.08632°N 13.1275°E)
- : غريمن - زاسنيتس
(التزامن مع )

زاسنيتس  (54°30′59″N 13°38′28″E / 54.51639°N 13.64111°E)

#### معبر إلبه
توجد حاليًا خطط لإعادة توجيه الطريق إي 22 بين لوبيك وفسترشتيده، لتصبح بين شمال هامبورغ وبريمن عبر الطريق السريع أي 22، عندما يتم الانتهاء من بناء هذا الطريق السريع الجديد بعد عام 2020. بعد ذلك سوف تستخدم الطريق إي 22 النفق المخطط بناؤه تحت نهر إلبه في دروكترسن/غلوكشتات.

### السويد
تريليبورج  (55°22′N 13°10′E / 55.367°N 13.167°E)
(بداية التزامن مع )
- : تريليبورج - مالمو
  - Trafikplats Petersborg (55°32′51″N 13°00′08″E / 55.5474°N 13.0023°E)
- : مالمو
(التزامن مع )
( : 55°33′37″N 13°04′42″E / 55.5602°N 13.0782°E)
  - Trafikplats Kronetorp (55°38′28″N 13°06′17″E / 55.6411°N 13.1047°E)
(نهاية التزامن مع )
- : مالمو - نورشوبينغ
  - Trafikplats Norrköping Södra (58°34′50″N 16°06′44″E / 58.5805°N 16.1122°E)
( )

نورشوبينغ (58°36′N 16°12′E / 58.600°N 16.200°E)
في السويد، لا تملك الطرق الأوروبية أرقامًا وطنية. لا توجد حاليًا أي عبارة عبر بحر البلطيق بين نورشوبينغ وفينتسبيلس. أفضل بديل للعبّارة هو من نينس هامن إلى فينتسبيلس. يتم تشغيل الخط بواسطة شركة Scandlines.

## صور

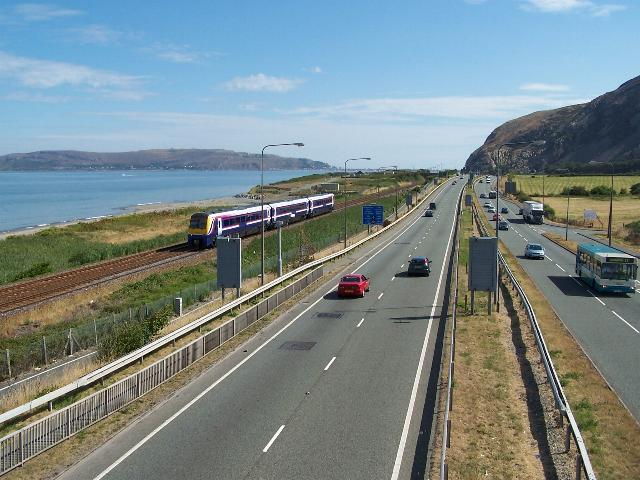
/ في بينماينماور، شمال ويلز، المملكة المتحدة.
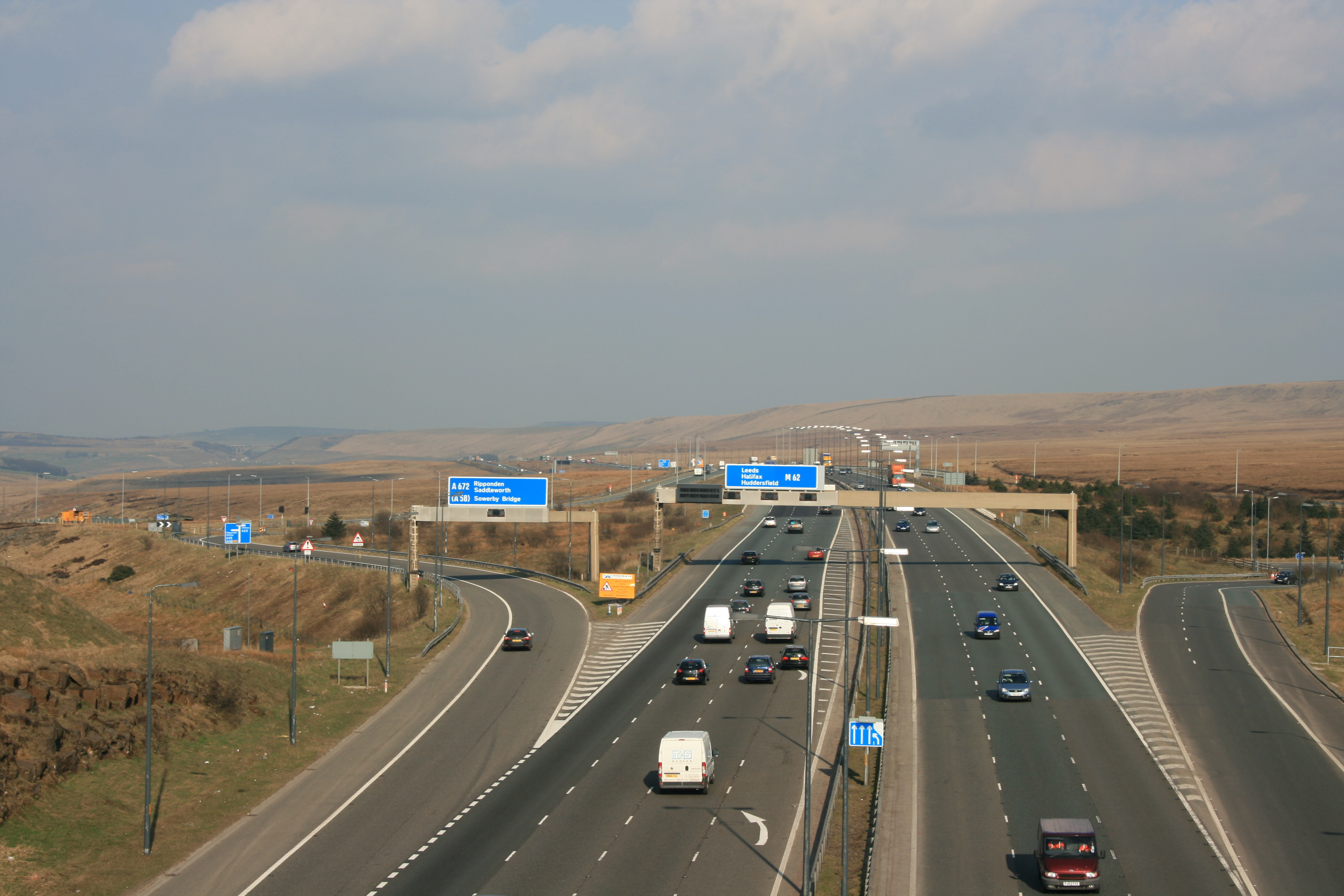
/ عند التقاطع 22، أعلى نقطة على شبكة الطرق السريعة الإنجليزية، غرب يوركشير، المملكة المتحدة
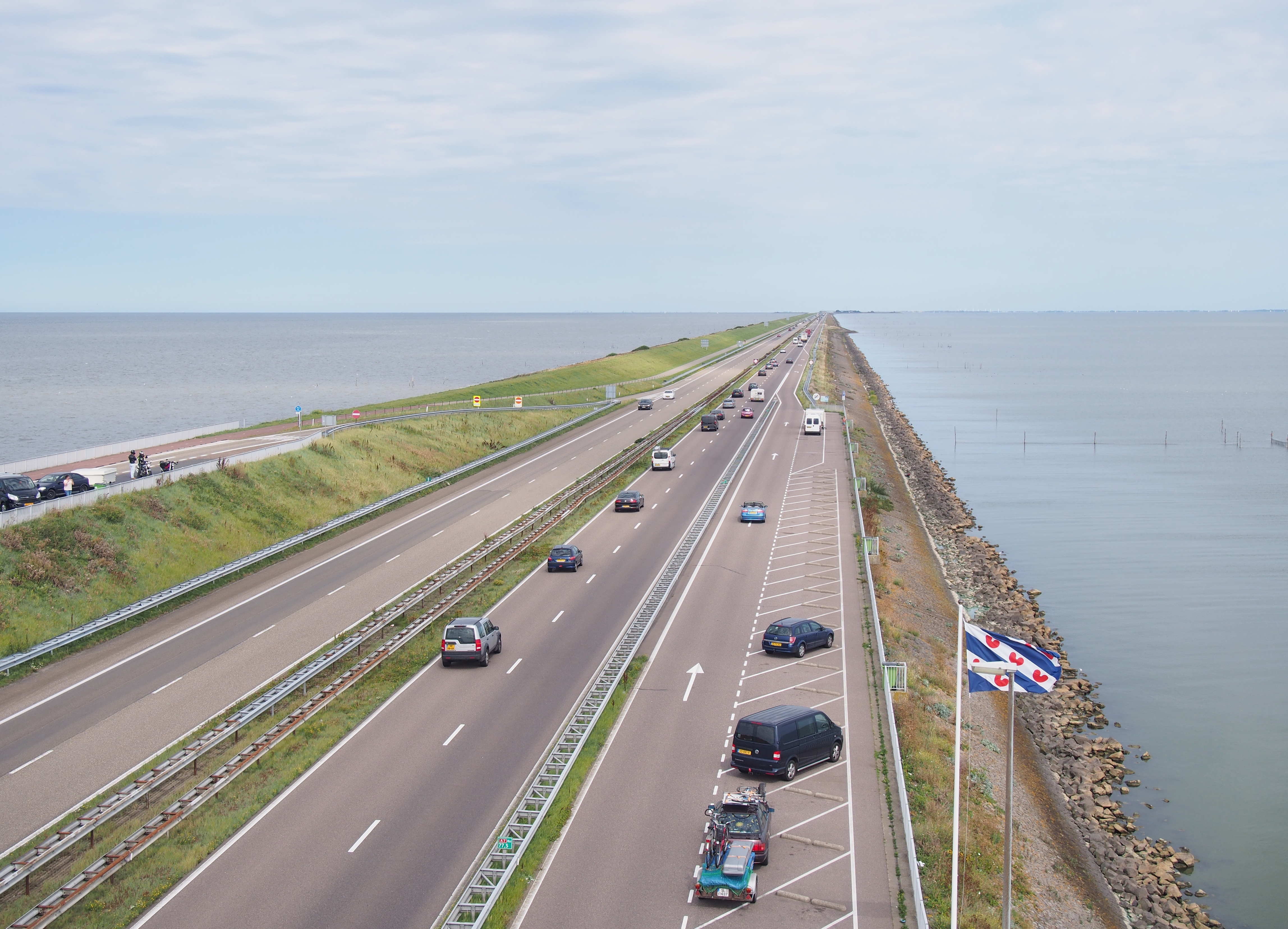
أفسلاوتدايك في هولندا
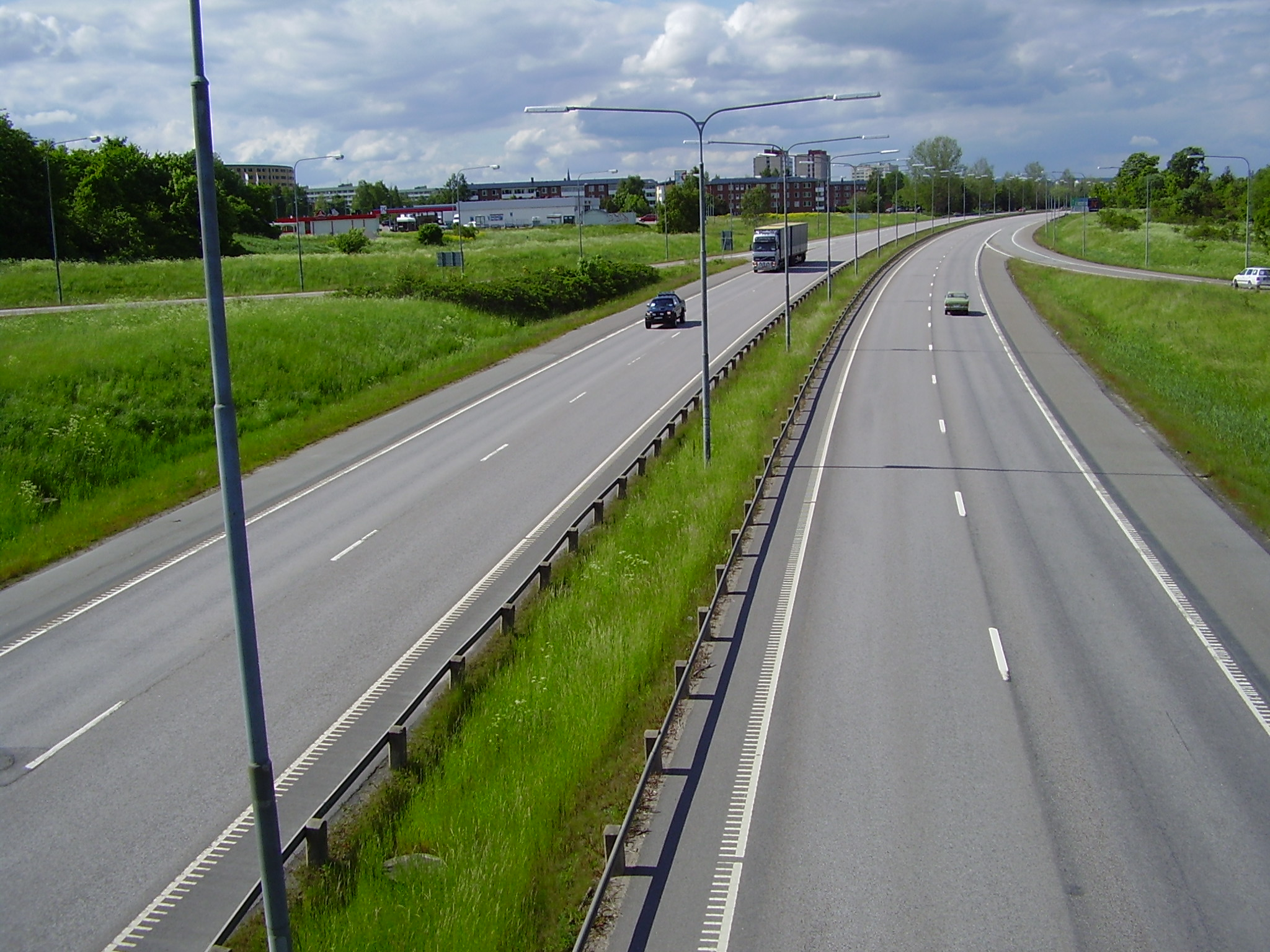
في نورشوبينغ، السويد
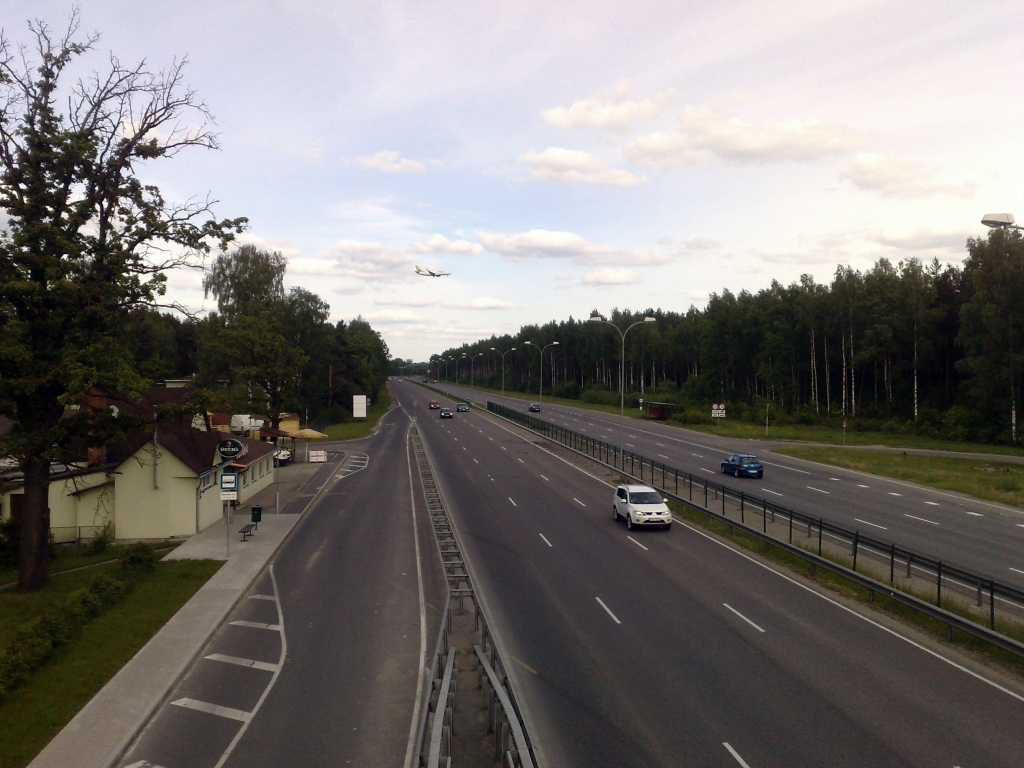
بالقرب من ريغا، لاتفيا
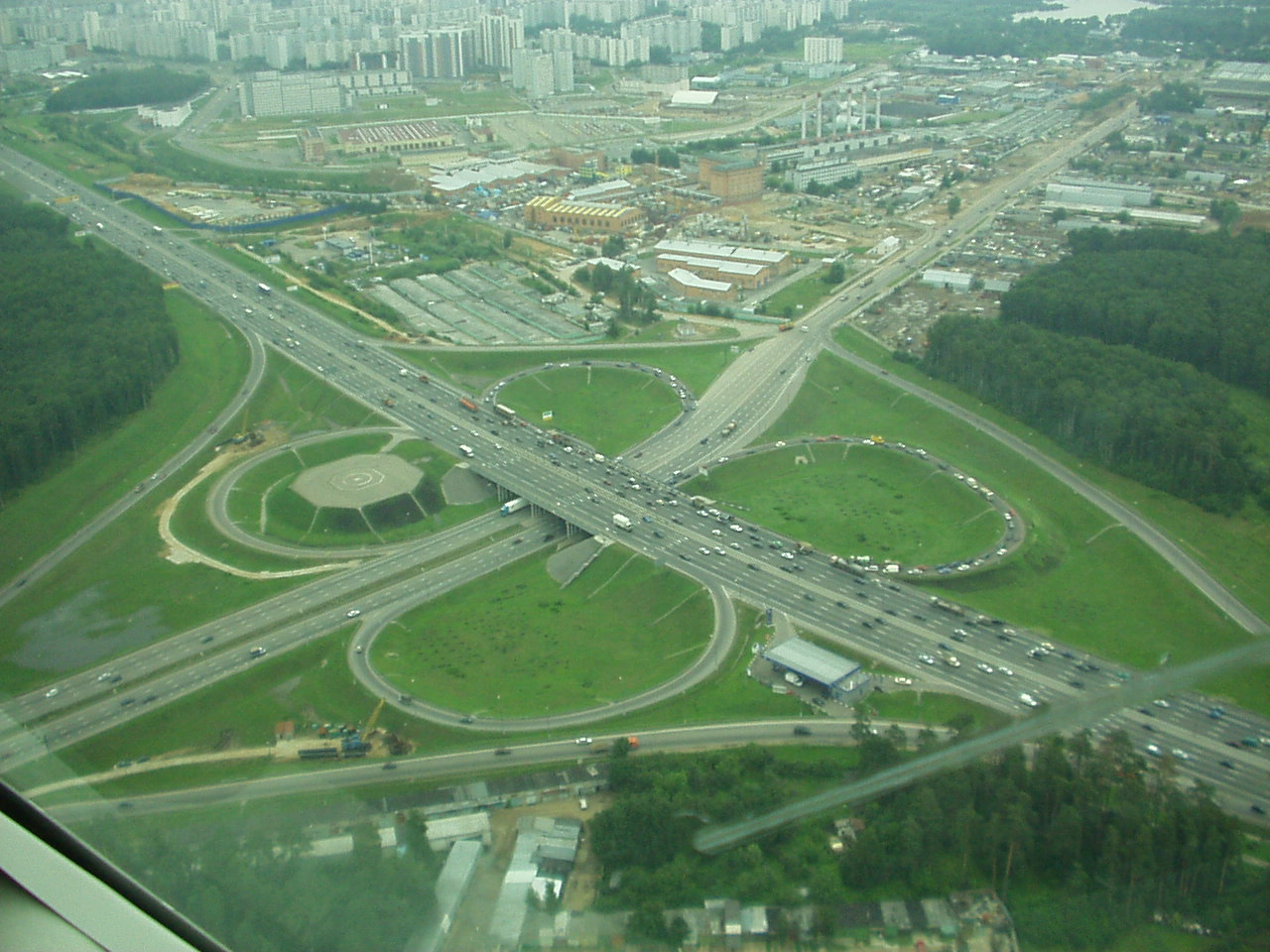
/قالب:Road marker-RU يبدأ في موسكو
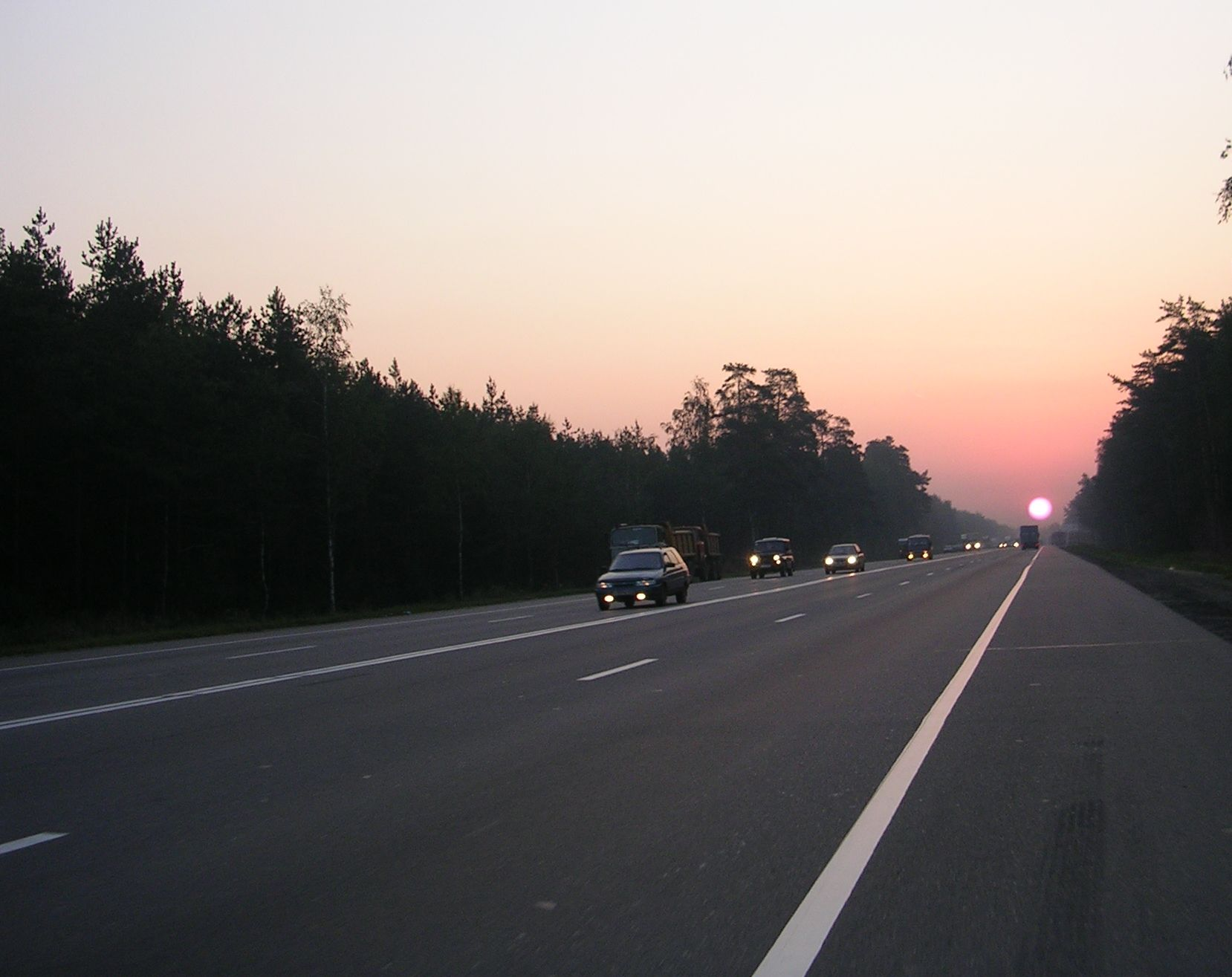
/قالب:Road marker-RU بالقرب من أوريخوفو-زويفو، محافظة موسكو، روسيا
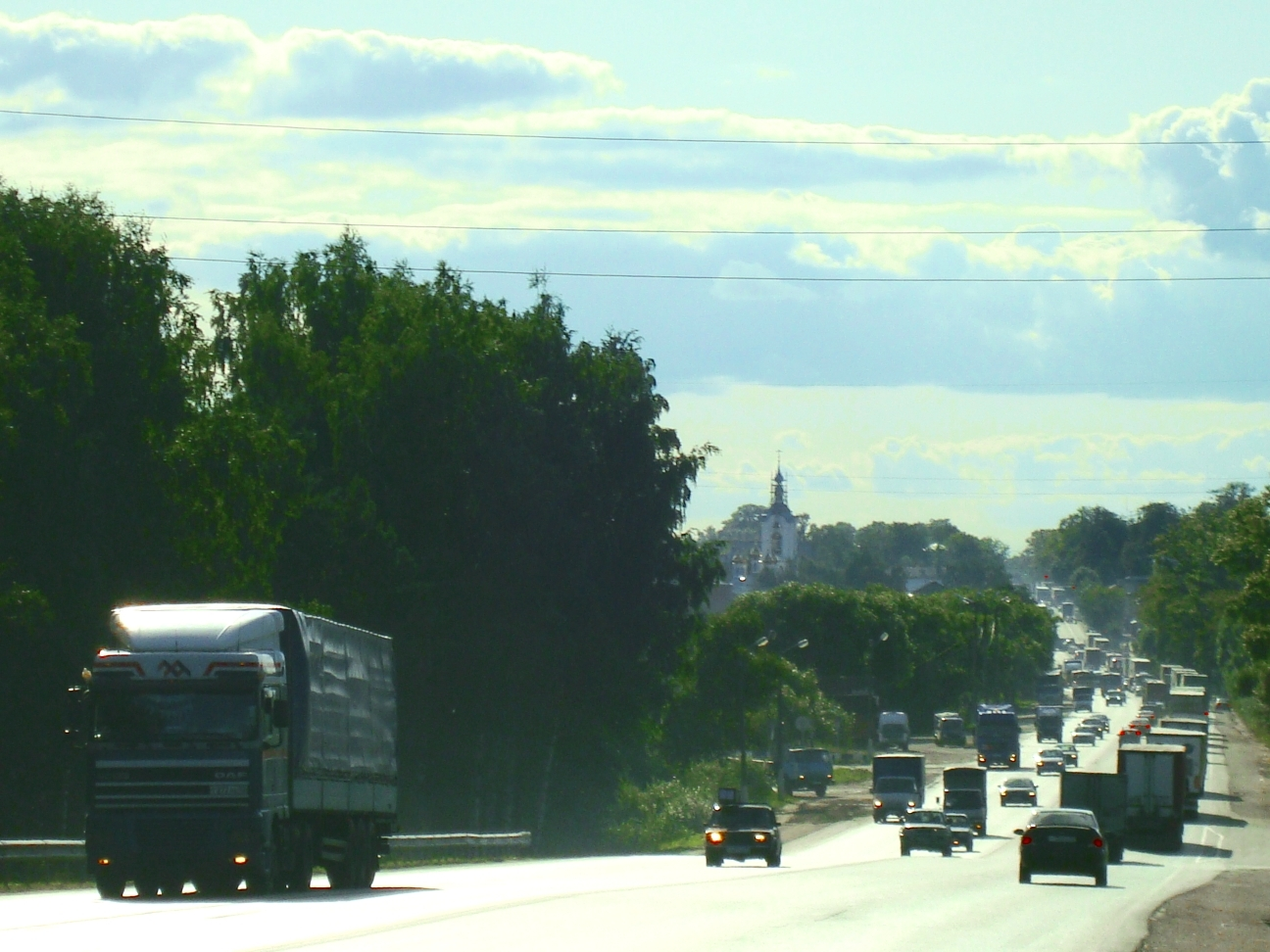
في بوكروف، روسيا

## روابط خارجية
- Unece: Route of E 22
- E22 route near Jūrmala، Latvia